# Bolesław Antoni Frańczak
Bolesław Antoni Frańczak, ps. Argil, Rewident, Antoni (ur. 10 czerwca 1905 w Julianowie, zm. 31 marca 1975 w Toruniu) – podporucznik rezerwy artylerii Wojska Polskiego, członek SZP, a następnie ZWZ-AK, porucznik AK, oficer organizacyjny Okręgu Puławskiego AK, dowódca oddziału partyzanckiego OP 4/15 wchodzącego w skład 15 Pułk Piechoty „Wilków” AK. Z wykształcenia agronom.

## Życiorys

### Lata przed II wojną światową
Pochodził z rodziny chłopskiej, urodził się jako syn Jana oraz Józefy. Po ukończeniu szkoły rolniczej uzyskał tytuł agronoma. Powołany do służby w Wojsku Polskim ukończył Wołyńska Szkołę Podchorążych Rezerwy Artylerii im. Marcina Kątskiego. Po jej ukończeniu jako podchorąży skierowany na praktykę do 28 Pułku Artylerii Polowej w Zajezierzu k. Dęblina (nazewnictwo zmienione później zgodnie z rozkazem z 1931 r. na 28 Pułk Artylerii Lekkiej).
Po ukończeniu służby wojskowej dzierżawił gospodarstwo w miejscowości Grabówka koło Opola Lubelskiego. Powoływany na kolejne ćwiczenia wojskowe, otrzymał awans na podporucznika rezerwy artylerii.

### Okres wojny
Zmobilizowany w sierpniu 1939 r. do 3 Pułku Artylerii Lekkiej Legionów, uczestniczył w wojnie obronnej Polski 1939. W czasie Kampanii Polskiej walczył w składzie macierzystej jednostki mobilizującej. Pod koniec września po kapitulacji pułku pod Tomaszowem Lubelskim dostał się do niewoli radzieckiej, z której zbiegł w rejonie Stalowej Woli[niewiarygodne źródło?].
Jeszcze w 1939 r. zaczął działać w strukturach konspiracyjnych SZP, a następnie ZWZ-AK. Działał pod pseudonimami „Rewident”, „Antoni”. Organizował struktury konspiracyjne na terenie gmin Karczmiska, Kamień i Rybitwy. Następnie objął stanowiska oficera organizacyjnego w sztabie Podobwodu „C” Opole Lubelskie w Obwodzie Puławy AK. Organizował również punkt nasłuchu radiowego w Grabówce działający przez całą okupację. Zagrożony aresztowaniem, ukrywał się od połowy 1943 r.
Od lutego 1944 r. organizował oddział partyzancki na podległych terenach Podobwodu „C”. Zmienił pseudonim na „Argil”. W maju 1944 r. oddział został włączony w skład zgrupowania OP 15 i jako OP 4/15pp i stanowił zalążek 4. kompanii I batalionu 15 PP „Wilków” AK. Oddział operował głównie w okolicach wsi Antonówka, Chodlik, Głodno, Godów, Karczmiska, Kraczewice, Krasne, Mazanów, Mała Niedźwiada, Pomorze, Prawno, Puszno Godowskie, Zgoda. Do zadań oddziału należały m.in. odbiór i ochrona zrzutów alianckich na zrzutowiskach w południowej części powiatu puławskiego. Jedną z akcji przyjmowania zrzutów oddział wykonał w nocy z 23/24 kwietnia 1944 r. w rejonie wsi Ratoszyn w powiecie białobrzeskim przejmując m.in. zrzuty z bronią. Druga miała miejsce na zrzutowisku „Klacz” w nocy 28/29 maja 1944 r. Ogółem w okresie funkcjonowania oddziału udało się zorganizować 5 akcji przejmowania zrzutów broni (w 3 przypadkach nie doszło do zrzutu broni). Najwyższy stan liczebny w okresie istnienia oddziału to 140-150 osób.
9 maja 1944 r. „Argil” ze swoim oddziałem w ilości 25 osób wraz z grupami Batalionów Chłopskich („Ostera” i „Chrzestnego”) pod jego dowództwem, przeprowadził zasadzkę na 37-osobowy oddział Sonderdienstu pod miejscowością Przytyki k. Chodla W akcji tej pomógł oddział NSZ „Stanisława” znajdujący się przypadkowo w rejonie. W starciu udało się rozbroić oddział niemiecki bez strat własnych. 31 maja 1944 r. wraz z oddziałem przychodzi wesprzeć oddział BCh „Drzazgi” w ataku na statek niemiecki Tannenberg, który przewoził żołnierzy niemieckich i żołnierzy batalionu Turkmeńskiego po pacyfikacji Zastowa Polanowskiego co pozwala na zadanie strat liczebnych ze strony Niemców i uszkodzenie statku.
W trakcie dowodzenia oddziałem dochodziło do mordów dokonywanych na członkach AK w tym na żołnierzach z oddziału „Argila” przez oddział AL pod dowództwem m.in. Bolesława Kaźmiraka „Cienia”. Oddział Frańczaka brał udział w pościgu za bandą w wyniku czego doszło do potyczki obu oddziałów pod Stefanówką, gdzie poległo 13 żołnierzy oddziały Argila. Zaznaczyć należy, że straty w potyczce pod Stefanówką spowodowane m.in. nieumiejętnym dowodzeniem, wynikły z nieobecności dowódcy Bolesława „Argila” Frańczaka w oddziale z powodu choroby. W tym czasie oddziałem dowodził ppor. „Siejba” z kadry podobwodu „C” Inspektoratu Puławskiego AK.
W dniu 14 lipca 1944 r. OP Antoniego Frańczaka brał udział w zorganizowanej akcji oddziałów Obwodu Puławy AK jaką był wspólny atak jednostek na majątek i budynki gospodarcze w Kluczkowicach, majątku zarządzanych przez SS, w którym znajdował się oddział ukraiński z żandarmerią niemiecką. Podczas akcji „Burza” w dniach 26–27 lipca dowodzony przez „Argila” oddział zablokował odwrót garnizonu niemieckiego z Opola Lubelskiego oraz stoczył z nim potyczkę pod miejscowością Dębiny.
Po wybuchu Powstania Warszawskiego wyrusza wraz z oddziałem w celu udzielenia pomocy walczącej Warszawie, jednak w okolicy miejscowości Trojanów, zostaje zawrócony wraz z oddziałem z rozkazu Zygmunta Żyłka-Żebrackiego ps. „Żeliwa”, ówczesnego komendanta Obwodu Puławy AK.
W końcowym okresie działalności oddział „Argila” brał udział w walce z funkcjonariuszami RBP i wojskami NKWD. W potyczkach tych stracił 5 żołnierzy.
Oddział Bolesława „Argila” Frańczaka został rozformowany 5 lub 6 sierpnia 1944 r. we wsi Kraczewice jako jedna z ostatnich jednostek Armii Krajowej operujących na terenie Inspektoratu Puławy AK.
Ze wspomnień swoich podkomendnych Bolesław „Argil” Frańczak dał się zapamiętać jako szanowany dowódca, posiadający zaufanie u zwierzchników oraz bardzo dobrze zorganizowaną siatką terenu, na którym działał. W oddziale utrzymywał żelazną dyscyplinę, każdy dzień rozpoczynał się od apelu. Sam oddział posiadał bardzo dobre uzbrojenie w broń zrzutową zdobyczną, kuchnię polową i podoficera gospodarczego. „Argil” potrafił też w przeciwieństwie do innych dowódców oddziałów utrzymać dobry kontakt oraz współpracę terenową z oddziałami BCh przez cały okres okupacji niemieckiej, pomimo kontrowersji jakie powstawały przy akcji scaleniowej z AK. Dzięki temu wraz z BCh udało mu się przeprowadzić wiele akcji jak choćby uszkodzenie statku Tannenberg, atak i rozbrojenie oddziału Sonderdienstu.

### Okres po wojnie
Po rozwiązaniu oddziału i wkroczeniu Armii Czerwonej kontynuował działalność zbrojną i utrzymywał kontakty z podziemiem. Poszukiwany przez NKWD, zagrożony aresztowaniem ukrywał się. Następnie wyjechał w 1945 r. na Ziemie Odzyskane, gdzie w 1947 r. ujawnił się. Pracował początkowo jako rządca majątku państwowego w Ostrowąsach. Od 1952 r. przeniesiony na to samo stanowisko do PGR Sulisławice. Represjonowany przez władze komunistyczne. W 1956 r. powrócił do Opola Lubelskiego, gdzie pracował w Państwowym Gospodarstwie Rolnym. Pełnił również funkcję inspektora tytoniowego. W 1975 r. wyjechał do sanatorium w Toruniu, gdzie zmarł.

## Życie prywatne
W trakcie wojny ożenił się ze Stanisławą Żurman, nauczycielką prowadzącą m.in. tajne komplety oraz jeden z punktów kontaktowy jego oddziału. Mieli dwoje dzieci: Wojciecha Cezarego (ur. 1947), Marię Ewę (ur. 1949).
Miał kilkoro rodzeństwa. Trzech braci służyło w dowodzonym przez niego oddziale partyzanckim. Byli to: Jan Frańczak „Wir” (zginął 4 kwietnia 1944 r. w wyniku omyłkowej wymiany ognia z innym oddziałem AK), Józef Frańczak „Mewka”, Tadeusz Frańczak „Wojtek”.

## Upamiętnienie
W Opolu Lubelskim jego imieniem nazwano jedną z ulic.
W Grabówce – miejscu zamieszkanie przed wojną stoi pomnik pamięci „Obrońcom tej Ziemi” poświęcony por. art. Antoniemu Bolesławowi Frańczakowi oraz por. piech. Mieczysławowi Długoszowi.
W Wilkowie znajduje się pomnik poświęcony akcji zatopienia statku Tannenberg przez oddział BCH „Drzazgi” oraz AK „Argila” Bolesława Frańczaka przewożącego żołnierzy niemieckich oraz żołnierzy batalionu Turkmeńskiego w okolicach Machowa.
W Kościele Wniebowzięcia Najświętszej Maryi Panny w Opolu Lubelskim znajduje się tablica poświęcona żołnierzom 15pp AK „Wilków” i partyzantom z OL „Argila”.